# Aguas termales de Kindgi

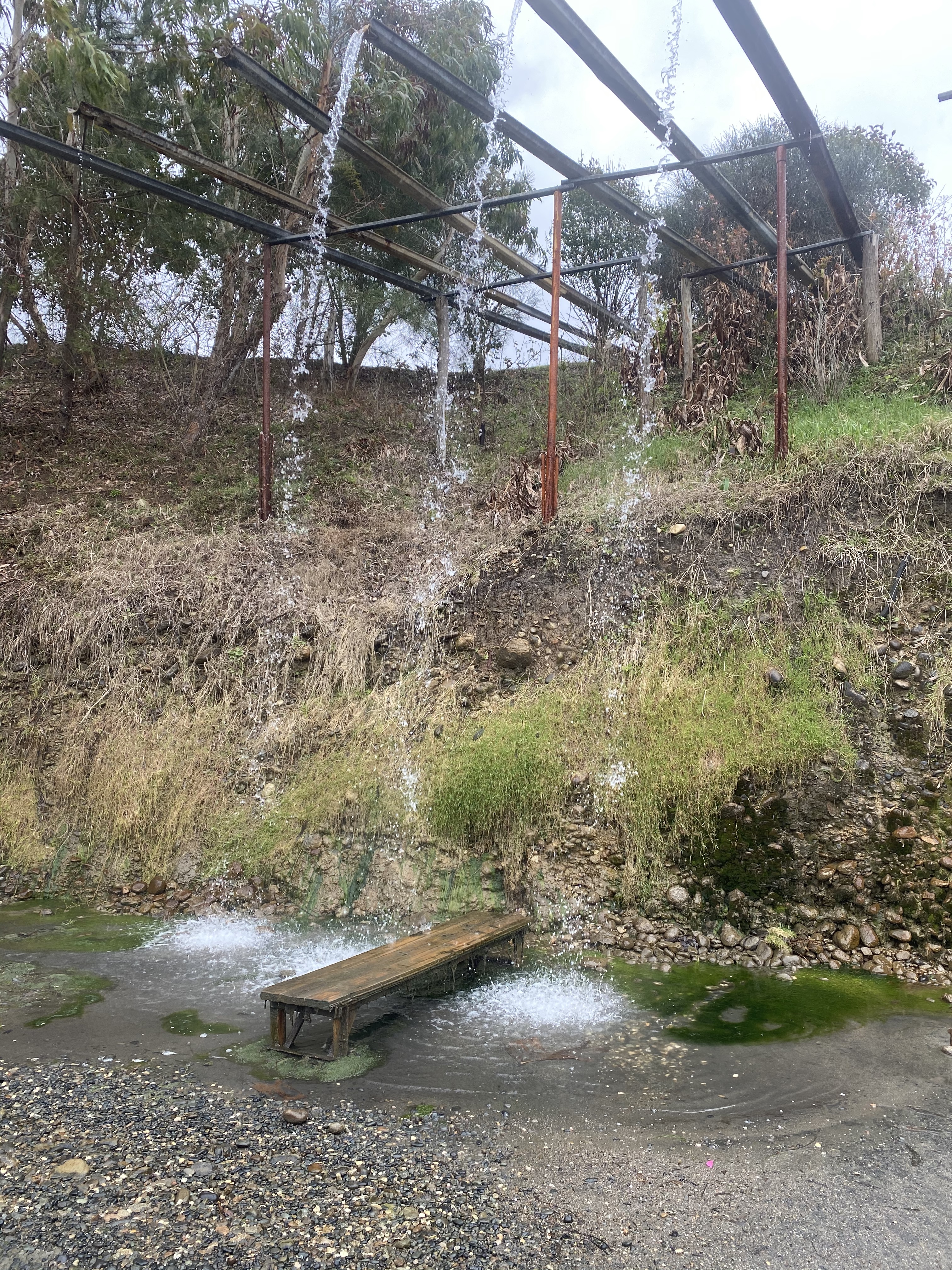
Aguas termales de Kindgi

Las aguas termales de Kindgi es una zona de aguas termales ubicada cerca de Kindgi, un pueblo en la costa del Mar Negro que pertenece a la parcialmente reconocida República de Abjasia, y parte del distrito de Ochamchire, aunque de iure pertenece a la República Autónoma de Abjasia como parte de Georgia.
Las fuentes brotan con agua mineral clorurada cálcico-sódica. Al salir del suelo, su temperatura está en el rango de ebullición (alrededor de 100°C), y luego se suministra agua a través de tuberías al tanque, donde se enfría a unos cómodos 45°C.
Los manantiales de sulfuro de hidrógeno en el pueblo de Kindgi fueron descubiertos por accidente. En la década de 1970, los especialistas soviéticos realizaron exploraciones petroleras. Aproximadamente desde una profundidad de tres kilómetros, brotó agua hervida. Durante muchos años, las aguas termales simplemente se derramaron sobre la superficie, y recién en 2007 comenzaron a equipar allí un complejo de salud.